# Cardinal regular
En teoría de conjuntos, un ordinal regular es un ordinal que satisface una propiedad especial de "clausura", a saber, que sólo puede ser aproximado por un conjunto de ordinales más pequeños que él, si este conjunto tiene un cardinal inferior al propio ordinal que se pretende aproximar. Los ordinales que satisfacen esa condición son ordinales regulares, formalmente son la clase formada por:

{\displaystyle \mathrm {Reg} :=\{\alpha \in \mathrm {Ord} |\ \forall x:(x\subset \alpha \land |x|<\alpha \Rightarrow \sup x<\alpha )\}}

En particular todos los ordinales regulares son cardinales. Un resultado bien conocido de la teoría de conjuntos es que la clase de todos los cardinales al igual que la clase de todos los ordinales regulares son clases no acotadas contenidas en los ordinales. Para cualquier ordinal α existe un cardinal mínimo α+ que es mayor que α. Todos los cardinales de la forma α+ son ordinales regulares. La noción de acotación aquí es la siguiente:
| Sea {\displaystyle \scriptstyle \kappa } un ordinal regular. Una clase {\displaystyle \scriptstyle M\subset \mathrm {Ord} } es no-acotado en {\displaystyle \scriptstyle \kappa } si para todo {\displaystyle \scriptstyle \alpha <\kappa } existe un {\displaystyle \scriptstyle \beta \in M\cap \kappa } tal que {\displaystyle \scriptstyle \alpha <\beta } |

- Datos: Q1193137